# Pastor-da-picardia
Pastor-da-picardia[a][b] (em francês:  Berger Picard) é uma raça canina europeia proveniente da região da Picardia, França. De caninos pastores, é reconhecida por guiar rebanhos entre as zonas francesas. Sua origem, por ser remota, é difícil de ser traçada por historiadores, restando a suposição de terem os mesmos ancestrais dos pastores belga e holandês. De aparência rústica, tem a pelagem eriçada em áspera como cerdas. Animal de porte médio, é descrito como vigoroso e de musculatura bem estruturada; Sua personalidade é dita inteligente, viva e alerta.